# Mokpo
Mokpo (kor. 목포시, Mokpo-si) – miasto należące do prowincji Jeolla Południowa w Korei Południowej. Znajduje się na południowo-zachodnim czubku Półwyspu Koreańskiego nad ujściem rzeki Yeongsan-gang.

## Miasta partnerskie[2]
- Japonia: Beppu
- Norwegia: Hammerfest
- Chińska Republika Ludowa: Lianyungang
- Chińska Republika Ludowa: Xiamen